# Råå
För andra betydelser, se Råå (olika betydelser).

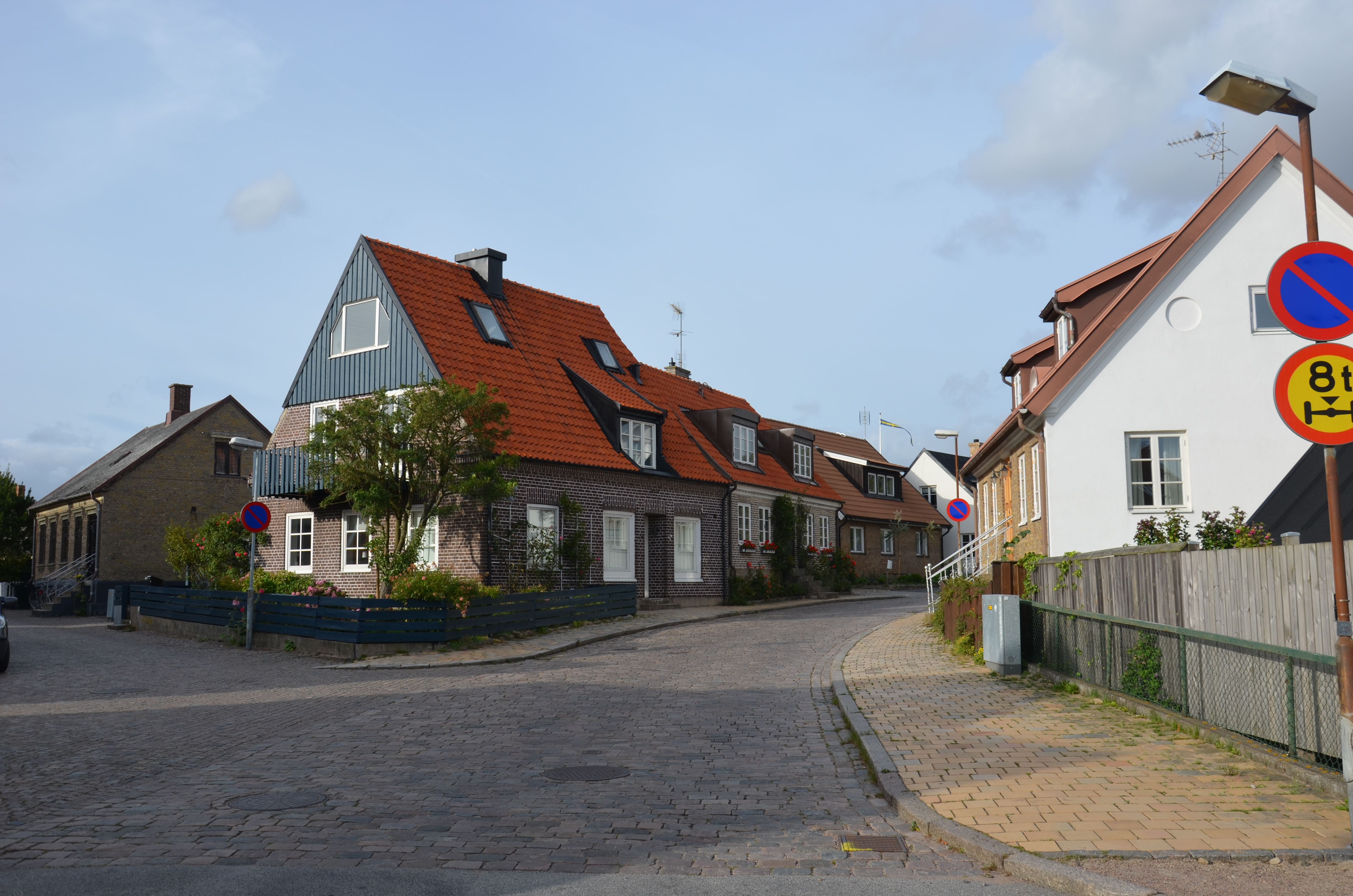
Råå, nära hamnen.

Råå (uttalas Rå) är ett fiskeläge i södra Helsingborg. Råån är gräns mellan två härad på en lång sträcka. Vid Råå mynnar Råån. Den 31 december 2020 hade statistikområdet Råå 3 364 invånare.
Ortens namn skrevs 1521 (aff) Raa och har fått sitt namn efter Råån. Åns namn kommer av forndanska ra 'stång, gränsmärke'. 

## Historia

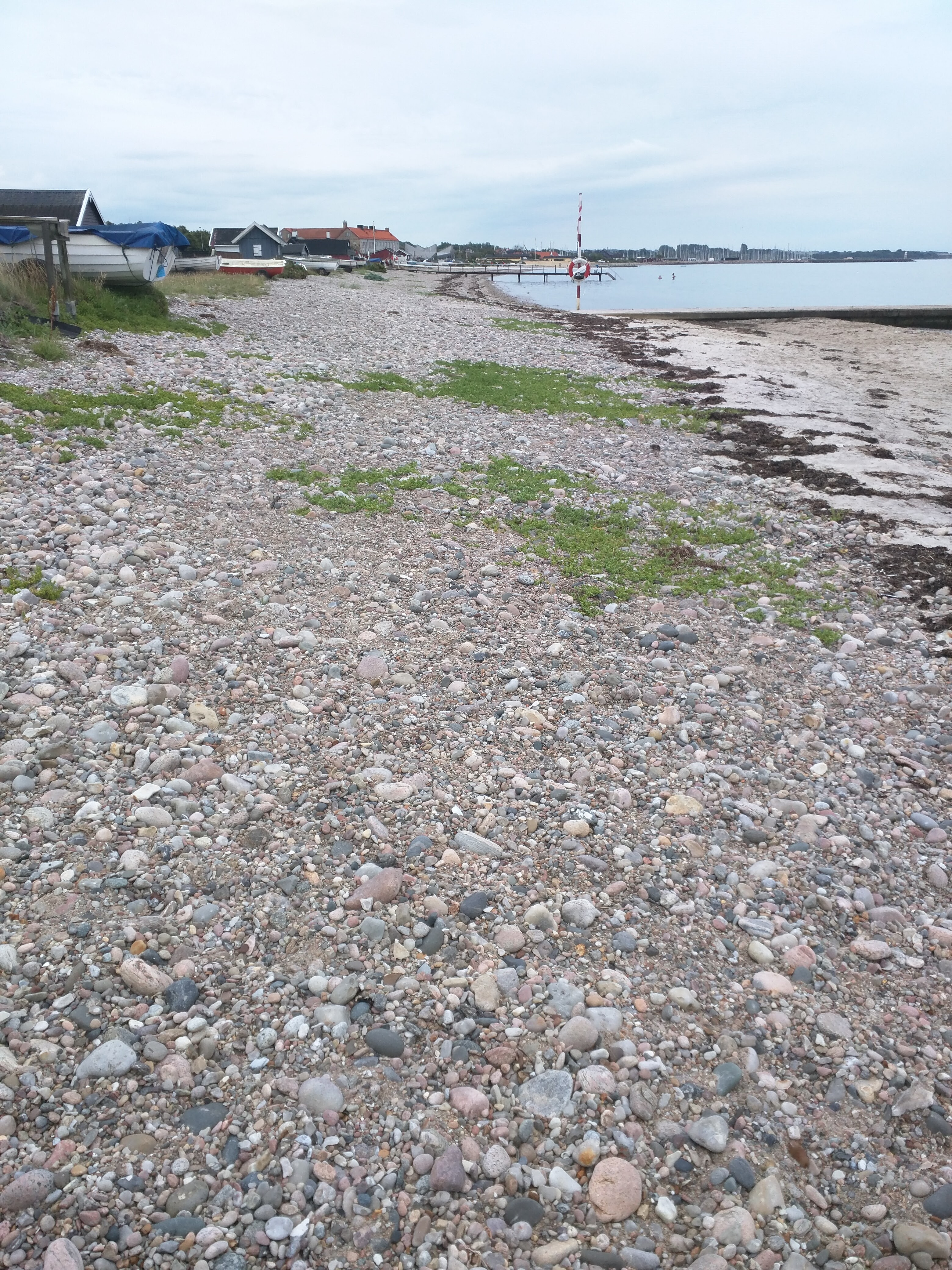
Stranden vid Råå.

Många av fiskelägena i Skåne har en historia som åtminstone sträcker sig tillbaka till medeltiden då sill var en värdefull handelsvara och sillfisket koncentrerades till vissa platser och årstider. Troligen har även Råå som fiskeläge delvis sitt ursprung i en medeltida fiskeplats som användes åtminstone delar av året. Det första säkra belägget på användningen av namnet Råå för att betäckna en bebyggelse (snarare än Råån) är från 1405. I en jordebok från 1583 anges att det på Råå fanns 23 fiskebodar. 
Bosättningar i området blev inte permanenta förrän på 1500- och 1600-talen. Under Skånska kriget gled den 29 juni 1676 omkring 300 fartyg in vid Råå och landsatte 15 000 danska soldater för att återta Skåneland, som varit danskt till 1658. När den danska armén landsteg, möttes de inte av något svenskt militärt motstånd.  Under samma krig 1675–79 brände svenskarna Råå. Den 2 november 1709 landsteg danskarna återigen vid Råå utan motstånd. Danskarna anföll och plundrade Råå 25 augusti 1710. För att försöka förhindra en ny invasion gav Karl XII order om att befästa Råå. Råå vallar med bastioner byggdes därför 1712–1713, och de följande åren förstärktes försvarsverket ytterligare. 1770 var befästningarna tämligen väl bibehållna, men förföll sedermera.
Kort efter utbrottet av Gustav III:s ryska krig den 10 augusti 1788 brändes Råå av 2 ryska kaparfartyg. Därefter bildades en Göteborgseskader vid Arméns flotta för skyddet av Västkusten. Samhället återhämtade sig på 1800-talet. I slutet på 1800-talet och början på 1900-talet var Råå Sveriges största fiskeläge, men idag finns endast husbehovsfiskare kvar.
Enligt den lokala traditionen ligger Holger Danske begravd under gravmonumentet Fem höge stenar på Råå ljung, som förstördes på 1700-talet i samband med uppförandet av Råå vallar. Stadsdelen Högasten har fått sitt namn från gravmonumentet.
Råå ljung är också platsen, där Saxo Grammaticus i Gesta Danorum placerar Angantyrs kamp mot Starkodder. Saxo omtalar en sten, som nu har flyttats från Råå ljung, till Ramlösa brunnspark och skulle vara ett minne från holmgången.
Råå ljung är även platsen, där svenskarna hade sitt läger, under belägringen av Helsingborg under Horns krig.

### Municipalsamhället
För Råå som låg i Raus landskommun inrättades 1886 ett municipalsamhälle som sedan 1918 tillsammans med landskommunen inkorporerades i Helsingborgs stad där orten blev en stadsdel.
| Befolkningsutvecklingen i Råå 1900–1900       | Befolkningsutvecklingen i Råå 1900–1900 | Befolkningsutvecklingen i Råå 1900–1900 | Befolkningsutvecklingen i Råå 1900–1900 | Befolkningsutvecklingen i Råå 1900–1900 |
| --------------------------------------------- | --------------------------------------- | --------------------------------------- | --------------------------------------- | --------------------------------------- |
|                                               |                                         |                                         |                                         |                                         |
| År                                            |                                         |                                         | Folkmängd                               |                                         |
| 1900                                          | 1900                                    |                                         | 2 330                                   | †                                       |
| † Befolkning runt ett municipalsamhälle 1900. |                                         |                                         |                                         |                                         |

### Råå Kallbadhus
Badhuset började byggas vintern 1897 på initiativ av N. P. Pettersson och stod färdigt i juni samma år. Vid detta tillfälle var badet ett av två badhus i Råå. Det andra hette Rangströmska och låg på pålar ute i vattnet, men detta förstördes under en storm i början av 1920-talet.
Badet hade en blygsam början och bestod vid sitt invigande endast av tio badhytter, jämnt fördelade på fem för herrar och fem för damer. Förutom detta kunde man av Pettersson hyra tidsenliga badkläder. När Råå blev en del av Helsingborgs kommun 1918 tog Helsingborgs stad över driften av badhuset, som med tiden hade vuxit sig allt större. På initiativ från Helsingborgs borgmästare Johan Bååth bildades 1929 föreningen Råå havsbad, som hade till uppgift att locka badare och turister till orten. Under perioden 1930 till 1960 hade Råå också sina glansdagar som badort, med ett flertal, ofta regelbundet återkommande, badgäster varje år. Sin första bastu fick badet 1946.
År 1965 invigdes friluftsbadet Råå vallar och stora delar av kallbadhusets verksamhet flyttades dit. Samtidigt höjdes röster från kommunens håll att badhuset skulle läggas ned, men 1971 bildades Rååbadens bad- och bastuklubb (även kallade Rååbadarna) som bland annat hade som mål att bevara badet med dess bastumöjligheter. Föreningen hade 120 medlemmar vid starten och antalet växte stadigt. Rååbadarna övertog driften av badet 1986 och 1991 klassades byggnaderna som "särskilt värdefull bebyggelse" av Helsingborg stadsantikvarie.
På natten mellan den 3 och 4 december 1999 rasade en vinterstorm fram över Råå, som drabbade badet hårt och flera byggnader skadades. Badet rustades dock upp år 2000 och de byggnader som tidigare skadats återuppbyggdes. Stormarna, Per, Gudrun och Bert har alla inverkat på det 115 år gamla badhuset men har av Föreningen Rååbadarna och ägaren Kärnfastigheter renoverats efter stormskadorna.
Efter ett års byggande kunde den nya dambastun invigas av Kommunstyrelsens ordförande Peter Danielsson den 2 september 2012. Den 14 december 2013 invigdes badets nya herrbastu. 

### Dialektala språkbruk
Enligt lokalt språkbruk bor en rååbo inte i Råå utan på Råå, eftersom orten har en historia som fiskeläge och enligt äldre skånsk språktradition bodde man "på" fiskelägen. Ån som flyter genom Råå skrevs förr som Rååån och den ål som fångas däri kallades råååål. Det var länge det enda ordet i svenskan med fyra å i rad. Enligt den skämtsamma boken Skånsk nationalencyklopedi fanns även en internationell stavning med åtta a i rad. Numera skrivs åns namn Råån och ordet blir då rååål.

## Stadsbild
Stadsdelen är Helsingborgs sydligaste. Dess västligare del avgränsas från Högasten av Högastensgatan och i övrigt från Ättekulla (med Raus) av Råådalsbanans järnväg i norr och öster.

### Bebyggelse

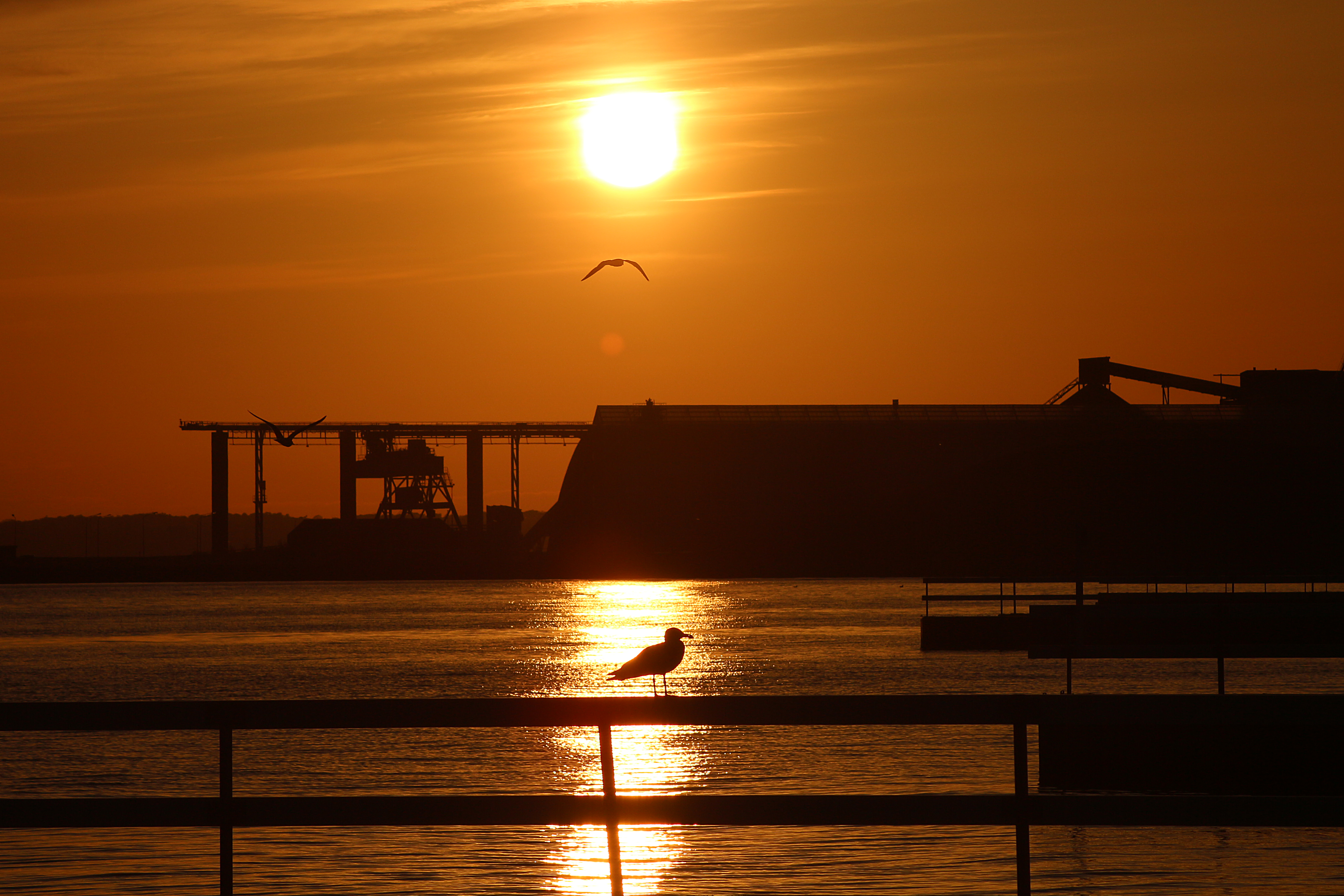
Utsikt från Råå Vallar in mot Helsingborg.

Bebyggelsen består mest av lägre gatuhus från 1800-talets senare del och 1900-talets början, många med lokalt gult tegel från Rya tegelbruk. Verksamheten i hamnen dominerar orten. Uppe på landborgen står ett 30 meter högt vattentorn i tegel från 1916. Råå södra skola byggdes 1825 och är en låg- och mellanstadieskola för barn i klass 1–5. Råå har ett förflutet i varvs- och sjöfartsnäringen; Skeppargatan och Varvsgatan härleder till detta. Mellan skolan och Råå camping ligger flera äldre sjöbodar som fungerar som förråd åt husbehovsfiskare, men även en bod som är som ett mindre hus.
I Råå hamn finns Råå fiske- och sjöfartsmuseum. I Allhelgonakyrkan med ett votivskepp föreställande barkskeppet Sigyn, som hade Råå som hemmahamn i nio år.

## Företagsliv
I Råå finns flera gamla företag. Bland de äldsta som kan nämnas är Holms varv, E&B Petterssons Plåtslageri och Cedergren & Co. Det finns också en bank, fiskrökeri och flera företag som arbetar med båtar och deras underhåll. Råå är också en omtyckt turistort, med en stor camping nära havet.
Råå GF bedriver sedan 1921 gymnastik i Råå.

## Föreningsliv

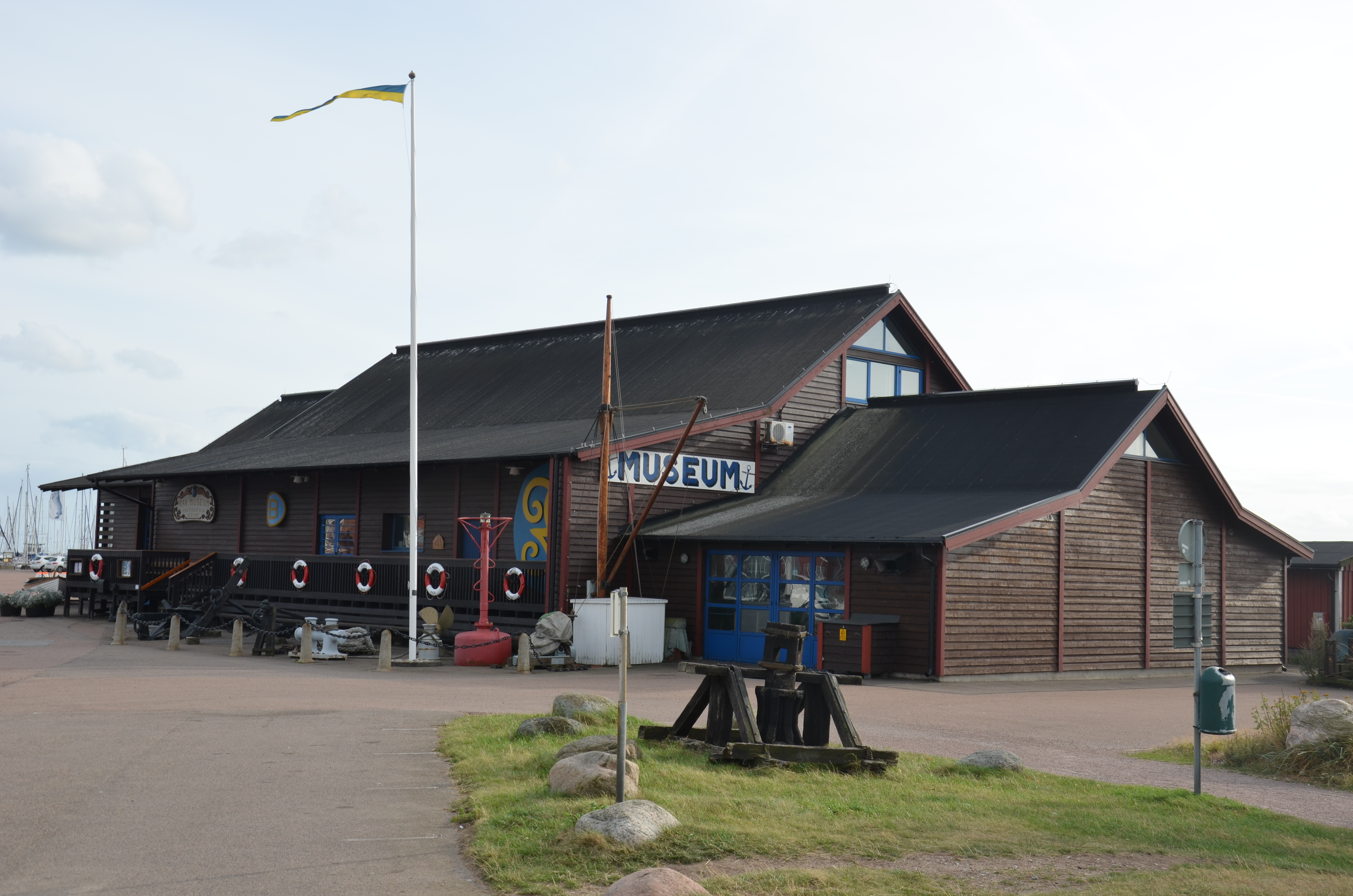
Råå fiske- och sjöfartsmuseum

Råå hamn är hemmahamn för Råå-Helsingborg segelsällskap, RHSS, som bildades 1970 genom en sammanslagning av Hälsingborgs Segelsällskap, HSS och Råå Båtklubb, RBK. Råå Båtklubb, RBK, fortsatte dock sin verksamhet efter samgåendet med RHSS 1970, med att uppföra ett nytt klubbhus av kioskdelen och styrhytten från gamla "Betula". Helsingborgs skyttesällskap har en skjutbana öster om småbåtshamnen. Råå gymnastikförening tränar i Råå södra skola. Råå har också en sjöscoutkår som har klubbhus invid museet. Fotbollsklubben för orten heter Råå IF och vann Svenska cupen 1948.

## Kända rååbor
- Otto von Friesen (författare)
- Ruben Rausing, Tetra Paks grundare, som även har fått ett torg på orten uppkallat efter sig.
- Marinmålaren Lars Petter Sjöström (1820-1896) kom från Råå.
- Ann Wilson känd från TV4:s Let's Dance är född på Råå
- Kent Härstedt, riksdagsman (S) är född på Råå.

## Befolkningsutveckling
| Befolkningsutvecklingen i Råå 2000–2020 | Befolkningsutvecklingen i Råå 2000–2020 | Befolkningsutvecklingen i Råå 2000–2020 | Befolkningsutvecklingen i Råå 2000–2020 | Befolkningsutvecklingen i Råå 2000–2020 |
| --------------------------------------- | --------------------------------------- | --------------------------------------- | --------------------------------------- | --------------------------------------- |
|                                         |                                         |                                         |                                         |                                         |
| År                                      |                                         |                                         | Folkmängd                               |                                         |
| 2000                                    | 2000                                    |                                         | 2 973                                   |                                         |
| 2001                                    | 2001                                    |                                         | 2 970                                   |                                         |
| 2002                                    | 2002                                    |                                         | 2 954                                   |                                         |
| 2003                                    | 2003                                    |                                         | 2 992                                   |                                         |
| 2004                                    | 2004                                    |                                         | 2 982                                   |                                         |
| 2005                                    | 2005                                    |                                         | 3 021                                   |                                         |
| 2006                                    | 2006                                    |                                         | 3 022                                   |                                         |
| 2007                                    | 2007                                    |                                         | 2 967                                   |                                         |
| 2008                                    | 2008                                    |                                         | 3 006                                   |                                         |
| 2009                                    | 2009                                    |                                         | 3 047                                   |                                         |
| 2010                                    | 2010                                    |                                         | 3 055                                   |                                         |
| 2011                                    | 2011                                    |                                         | 3 102                                   |                                         |
| 2012                                    | 2012                                    |                                         | 3 099                                   |                                         |
| 2013                                    | 2013                                    |                                         | 3 205                                   |                                         |
| 2014                                    | 2014                                    |                                         | 3 140                                   |                                         |
| 2015                                    | 2015                                    |                                         | 3 194                                   |                                         |
| 2016                                    | 2016                                    |                                         | 3 323                                   |                                         |
| 2017                                    | 2017                                    |                                         | 3 356                                   |                                         |
| 2018                                    | 2018                                    |                                         | 3 322                                   |                                         |
| 2019                                    | 2019                                    |                                         | 3 376                                   |                                         |
| 2020                                    | 2020                                    |                                         | 3 364                                   |                                         |

## Demografi

### Befolkningssammansättning
Statistikområdet Råå hade 3 364 invånare den 31 december 2020, vilket utgjorde knappt 3,0 % av befolkningen i hela Helsingborgs tätort (här alla statistikområden i Helsingborgs kommuns innerområde, motsvarande Helsingborgs tätort inklusive vissa närliggande småorter). Medelåldern var vid samma tid 49,6 år, vilket var avsevärt högre än medelåldern för resterande Helsingborg. Efter Norr var Råå den stadsdel med näst högst medelålder. Åldersfördelningsmässigt är personer i åldern 20 till 39 år kraftigt underrepresenterade jämfört med staden som helhet och Råå var den stadsdel med lägst andel invånare i både åldersgruppen 20 till 29 år och 30 till 39 år. Däremot har stadsdelen en avsevärt högre andel invånare i åldern 60 år och uppåt. Råå var den stadsdel med högst andel invånare över 80 år i Helsingborg och efter stadsdelen Norr var Råå den stadsdel med näst högst andel av invånare i åldersgrupperna 60 till 69 år och 70 till 79 år. Den största åldersgruppen i statistikområdet var 60 till 69 år.
Andelen personer med utländsk bakgrund, alltså personer som antingen är födda utanför Sverige eller har föräldrar som båda är födda utanför Sverige, var inom statistikområdet 8,3 %, vilket var avsevärt lägre än andelen för övriga Helsingborg med 30,3 % och Råå var den stadsdel med den lägsta andelen personer med utländsk bakgrund i Helsingborg. Av de invånare som var födda utanför Sverige hade Råå en avsevärt högre andel personer födda i Norden än genomsnittet för staden och den högsta andelen i Helsingborg, samt mycket lägre andel personer födda utanför Europa vilket också det var den lägsta andelen i staden.
| Åldersfördelning (2020) |        |  |  |  |
| Åldersgrupp             | Andel  |  |  |  |
| 0–9                     | 8,5 %  |  |  |  |
| 0–9                     | 11,5 % |  |  |  |
| 10–19                   | 12,0 % |  |  |  |
| 10–19                   | 10,7 % |  |  |  |
| 20–29                   | 5,9 %  |  |  |  |
| 20–29                   | 14,7 % |  |  |  |
| 30–39                   | 6,7 %  |  |  |  |
| 30–39                   | 14,1 % |  |  |  |
| 40–49                   | 12,4 % |  |  |  |
| 40–49                   | 12,1 % |  |  |  |
| 50–59                   | 13,7 % |  |  |  |
| 50–59                   | 12,5 % |  |  |  |
| 60–69                   | 15,0 % |  |  |  |
| 60–69                   | 10,3 % |  |  |  |
| 70–79                   | 14,9 % |  |  |  |
| 70–79                   | 8,8 %  |  |  |  |
| 80–                     | 11,0 % |  |  |  |
| 80–                     | 5,1 %  |  |  |  |
|                         |        |  |  |  |
|                         |        |  |  |  |
| Medelålder              | 49,6   |  |  |  |
| Medelålder              | 40,7   |  |  |  |

| Utländsk bakgrund (2020)                |        |  |  |  |
|                                         |        |  |  |  |
| Andel                                   | 8,5 %  |  |  |  |
| Andel                                   | 30,3 % |  |  |  |
| Födelseland (för födda utanför Sverige) |        |  |  |  |
| Region                                  | Andel  |  |  |  |
| Övriga Norden                           | 27,5 % |  |  |  |
| Övriga Norden                           | 7,3 %  |  |  |  |
| Övriga Europa                           | 43,9 % |  |  |  |
| Övriga Europa                           | 37,8 % |  |  |  |
| Övriga Världen                          | 28,6 % |  |  |  |
| Övriga Världen                          | 54,8 % |  |  |  |

### Utbildning och inkomst
Befolkningen på Råå hade den 31 december 2020 en högre utbildningsnivå än Helsingborg som helhet. Andelen invånare mellan 20 och 64 år med endast förgymnasial utbildning låg betydligt under genomsnittet för staden och andelen med eftergymnasial utbildning var högre än genomsnittet. Andelen med minst 3-årig eftergymnasial utbildning var med 37,4 % den näst högsta i staden efter Tågaborg Norra och det var också den utbildningsnivå som högst andel invånare i Råå hade. Medelinkomsten för statistikområdet uppgick 2020 till 510 000 kronor jämfört med 402 800 kronor för Helsingborg som helhet. Kvinnornas medelinkomst uppgick till 77,9 % av männens, vilket var en högre löneskillnad mellan könen än för hela Helsingborgs tätort där andelen uppgick till ungefär 80 %. Ändå var Råå den stadsdel med högst medelinkomst för kvinnor i staden.
| Utbildningsnivå (2020) |        |  |  |  |
| Utbildning             | Andel  |  |  |  |
| Förgymnasial           | 5,0 %  |  |  |  |
| Förgymnasial           | 13,2 % |  |  |  |
| Gymnasial (≤2 år)      | 14,6 % |  |  |  |
| Gymnasial (≤2 år)      | 16,8 % |  |  |  |
| Gymnasial (3 år)       | 22,2 % |  |  |  |
| Gymnasial (3 år)       | 25,8 % |  |  |  |
| Eftergymn. (<3 år)     | 19,2 % |  |  |  |
| Eftergymn. (<3 år)     | 16,8 % |  |  |  |
| Eftergymn. (≥3 år)     | 37,4 % |  |  |  |
| Eftergymn. (≥3 år)     | 24,4 % |  |  |  |
| Ingen uppgift          | 1,6 %  |  |  |  |
| Ingen uppgift          | 3,0 %  |  |  |  |

| Förvärvsinkomst (2020) |         |  |  |  |
| Kön                    | Inkomst |  |  |  |
| Kvinnor                | 405,8   |  |  |  |
| Kvinnor                | 356,9   |  |  |  |
| Män                    | 574,9   |  |  |  |
| Män                    | 446,6   |  |  |  |
| Samtliga               | 510,0   |  |  |  |
| Samtliga               | 402,8   |  |  |  |

### Sysselsättning och hälsa
Arbetslösheten för personer mellan 20 och 64 år uppgick år 2011 till totalt 4,3 %, vilket var avsevärt lägre än genomsnittet för Helsingborg. Arbetslösheten för kvinnor var lägre än den för män och med sina 3,2 % den lägsta arbetslösheten bland kvinnor av alla Helsingborgs stadsdelar. Den öppna arbetslösheten uppgick 2020 till 2,5 %. Andelen förvärvsarbetande uppgick 2019 till totalt 82,4 %. Av de förvärvsarbetande i stadsdelen pendlade 1 175 personer till arbeten utanför stadsdelen, medan 1 680 personer pendlade in till arbeten inom stadsdelen från boende utanför Råå.
Det genomsnittliga antalet utbetalda dagar med sjukpenning, arbetsskadesjukpenning, rehabiliteringspenning, sjukersättning och aktivitetsersättning från socialförsäkringen för stadsdelen uppgick år 2020 till 16 dagar, vilket var lägre än de 23 dagar som gällde för Helsingborg som helhet. Ohälsotalet var större för kvinnorna än för männen, men för båda könen låg det avsevärt under genomsnittet för staden som helhet och Råå var efter Eskilsminne den stadsdel som hade lägst ohälsotal bland män.
| Arbetslöshet (2020) |        |  |  |  |
| Kön                 | Andel  |  |  |  |
| Kvinnor             | 3,2 %  |  |  |  |
| Kvinnor             | 9,8 %  |  |  |  |
| Män                 | 5,4 %  |  |  |  |
| Män                 | 10,2 % |  |  |  |
| Samtliga            | 4,3 %  |  |  |  |
| Samtliga            | 11,1 % |  |  |  |

| Ohälsotal (2020) |       |  |  |  |
| Kön              | Dagar |  |  |  |
| Kvinnor          | 21    |  |  |  |
| Kvinnor          | 27    |  |  |  |
| Män              | 10    |  |  |  |
| Män              | 19    |  |  |  |
| Samtliga         | 16    |  |  |  |
| Samtliga         | 23    |  |  |  |